# توماس ميرتون
توماس ميرتون أوكسو (بالإنجليزية: Thomas Merton) (31 يناير 1915 – 10 ديسمبر 1968) كان راهبًا أمريكيًا، ولاهوتيًا، ومتصوفًا مسيحيًا، وشاعرًا، وناشطًا اجتماعيًا، وباحثًا في مقارنة الأديان. عُيّن في 26 مايو عام 1949 رئيسًا للكهنة، ولُقّب بـ«الأب لويس».
كتب ميرتون أكثر من 50 كتابًا خلال 27 عامًا، يتناول معظمها مواضيع مرتبطة بالروحانية والعدالة الاجتماعية والمسيحية السلمية، بالإضافة إلى عشرات المقالات والمراجعات. لاقى كتاب سيرته الذاتية الجبل ذو الطوابق السبعة رواجًا كبيرًا إذ حقق أفضل المبيعات عام 1948، وأُدرج ضمن قائمة المراجعة الوطنية لأفضل 100 كتاب غير روائي.
كان ميرتون مؤيدًا بشدة للتفاهم بين الأديان، ورائدًا في الحوار مع الشخصيات الروحانية الآسيوية البارزة، مثل: الدالاي لاما، والكاتب الياباني دي. سوزوكي، والراهب البوذي التايلاندي بودهاداسا، والراهب الفيتنامي ثيت نات هانه الذي شاركه في تأليف كتابٍ عن الزن والكونفوشية والطاوية.

## نشأته
وُلد توماس ميرتون في براديس، في فرنسا، في 31 يناير عام 1915. والده أوين ميرتون، رسام نيوزيلندي نشط في أوروبا والولايات المتحدة، ووالدته روث جنكينز، وهي فنانة أمريكية تنتمي لجمعية الأصدقاء الدينية. عُمد ميرتون في كنيسة إنجلترا وفقا لرغبة والده، وكان والده غائبًا أغلب الوقت في أثناء تربية ابنه.
غادرت عائلة ميرتون من فرنسا إلى الولايات المتحدة في أثناء الحرب العالمية الأولى، في أغسطس عام 1915. استقروا في البداية مع عائلة روث في لونغ آيلاند، نيويورك، ثم انتقلوا للعيش بالقرب منهم في دوغلستون، نيويورك، وانتقلت العائلة عام 1917 إلى منزلٍ قديم في فلاشينغ، نيويورك، حيث وُلد شقيق ميرتون، جون بول، في 2 نوفمبر عام 1918. فكرت العائلة في العودة إلى فرنسا بعد تشخيص حالة روث بسرطان المعدة، الذي توفيت على أثره في 21 أكتوبر عام 1921، وكان ميرتون حينها يبلغ من العمر ستة أعوام.
سافر ميرتون ووالده أوين إلى برمودا لفترة قصيرة عام 1922، حيث وقع أوين في حب الروائية الأميركية إيفين سكوت التي كانت امرأة متزوجة قانونيًا في ذلك الوقت، وكان توماس لا يزال يشعر بالحزن لوفاة والدته، فلم يستطع إجبار نفسه على السكوت.
عاد توماس إلى دوغلستون في عام 1923 ليعيش مع عائلة أمه وشقيقه، بينما أبحر أوين وإيفين سكوت إلى أوروبا، وسافرا عبر فرنسا، وإيطاليا، وإنجلترا، والجزائر. مرض أوين في شتاء عام 1924، في الجزائر، واعتقد أن الموت قريب منه. بحلول مارس عام 1925، كان أوين مستعدًا لتنظيم معرض لأعماله الفنية في صالات عرض ليستر في لندن.
عاد أوين إلى نيويورك وأخذ توماس ليعيش معه في سان أنتونين، فرنسا، لكن توماس عاد بمشاعر مختلطة، إذ عاش مع أجداده طوال عامين وأصبح مرتبطًا بهما. ناقش أوين وسكوت موضوع الزواج أحيانًا، وأدرك بعد رحلته إلى نيويورك أن توماس لن يكون متصالحًا مع سكوت فقرر الانفصال عنها.

## وفاته
ذهب ميرتون في 10 ديسمبر عام 1968 إلى محافظة ساموت براكان، في تايلاند، لحضور مؤتمر رهباني، وأقام في المأوى المركزي التابع للصليب الأحمر الذي كان يحمل اسم ساوانغ كانيوات.
ألقى ميرتون محاضرته في جلسة الصباح، ووُجد بعد الظهر ميتًا في غرفة كوخه، لا يرتدي إلا بنطاله، ومُلقًى على ظهره وفوقه مروحة أرضية كهربائية صغيرة، ويقول شريكه جان ليكليرشك: «على الأرجح أن ميرتون تعرض لصدمة كهربائية سببت قصورًا في القلب، ما أدى إلى وفاته». كان في مؤخرة رأس ميرتون جرح «ينزف بشدة»، لكن نظرًا إلى عدم توفر التشريح في ذلك الوقت، لم يكن هنالك تفسير مناسب له. نُقلت جثته إلى الولايات المتحدة على متن طائرة عسكرية أمريكية عائدة من فيتنام ليدفن في دير جثسيماني.
في عام 2016، ادعى اللاهوتي ماثيو فوكس أن ميرتون اغتيل على يد عملاء وكالة المخابرات المركزية. قدّم جيمس دبليو. دوجلاس نفس الادعاء في عام 1997، ونشر هيو تورلي وديفيد مارتن في عام 2018 كتاب استشهاد توماس ميرتون: تحقيق، يشكك في ادعاء وفاته بسبب صعقة كهربائية.

## روابط خارجية
- توماس ميرتون على موقع IMDb (الإنجليزية)
- توماس ميرتون على موقع الموسوعة البريطانية (الإنجليزية)
- توماس ميرتون على موقع ميوزك برينز (الإنجليزية)
- توماس ميرتون على موقع إن إن دي بي (الإنجليزية)